# Richard Sukuta-Pasu
Richard Sukuta-Pasu (Wuppertal, 24 juni 1990) is een Duits voetballer van Congolese afkomst. Hij komt uit voor SV Sandhausen. Eerder stond hij onder contract bij 1. FC Kaiserslautern. Daar werd hij tussen januari 2010 en juli 2011 uitgeleend aan FC St. Pauli en in het seizoen 2012/13 aan Sturm Graz. Richard Sukuta-Pasu is een aanvaller.

## Carrière
| Seizoen                     | Club                 | Land       | Competitie              | Wed. | Goals |
| --------------------------- | -------------------- | ---------- | ----------------------- | ---- | ----- |
| 2008/09                     | Bayer Leverkusen     | Duitsland  | Bundesliga              | 4    | 0     |
| 2009/10                     | Bayer Leverkusen     | Duitsland  | Bundesliga              | 0    | 0     |
| 2010/11                     | FC St. Pauli         | Duitsland  | 2. Bundesliga           | 10   | 1     |
| 2011/12                     | 1. FC Kaiserslautern | Duitsland  | Bundesliga              | 24   | 0     |
| 2012/13                     | → SK Sturm Graz      | Oostenrijk | Bundesliga (Oostenrijk) | 31   | 12    |
| 2013/14                     | → VfL Bochum         | Duitsland  | 2.Bundesliga            | 32   | 6     |
| 2014/15                     | Cercle Brugge        | België     | Jupiler Pro League      | 25   | 2     |
| 2015/16                     | FC Energie Cottbus   | Duitsland  | 3.Liga                  | 31   | 10    |
| 2016/17                     | SV Sandhausen        | Duitsland  | 2. Bundesliga           | 25   | 4     |
| 2017/18                     | SV Sandhausen        | Duitsland  | 2. Bundesliga           | 27   | 6     |
| Totaal                      | Totaal               | Totaal     | Totaal                  | 209  | 41    |
| Bijgewerkt tot 29 juli 2014 |                      |            |                         |      |       |